# 166 Rhodope
A 166 Rhodope a Naprendszer kisbolygóövében található aszteroida. Christian Heinrich Friedrich Peters fedezte fel 1876. augusztus 15-én.